# Giovanni Giorgi
Giovanni Giorgi (n. 27 noiembrie 1871 - d. 19 august 1950) a fost un electrotehnician italian care a formulat sistemul Giorgi de unități de măsură.